# Lê Văn Tuấn
Lê Văn Tuấn (sinh năm 1965) là thẩm phán cao cấp người Việt Nam. Ông hiện giữ chức vụ Chánh án Tòa án nhân dân tỉnh Hưng Yên.

## Tiểu sử
Lê Văn Tuấn sinh năm 1965, quê quán tại xã Long Hưng, huyện Văn Giang, tỉnh Hưng Yên.
Ông có bằng Cử nhân Luật.
Ông là đảng viên Đảng Cộng sản Việt Nam.
Ngày 9 tháng 12 năm 2014, Lê Văn Tuấn, Thẩm phán trung cấp, Chánh án Tòa án nhân dân huyện Yên Mỹ, tỉnh Hưng Yên, được trao quyết định của Chánh án Tòa án nhân dân tối cao Việt Nam Trương Hòa Bình bổ nhiệm giữ chức vụ Phó Chánh án Tòa án nhân dân tỉnh Hưng Yên.
Ngày 25 tháng 5 năm 2016, Lê Văn Tuấn, Thẩm phán trung cấp, Phó Chánh án Tòa án nhân dân tỉnh Hưng Yên, được Chánh án Tòa án nhân dân tối cao Việt Nam Nguyễn Hòa Bình trao quyết định bổ nhiệm giữ chức vụ Chánh án Tòa án nhân dân tỉnh Hưng Yên.
Hiện nay (2018), ông đang là Chánh án Tòa án nhân dân tỉnh Hưng Yên.